# Metroul din Sankt Petersburg
Metroul din Sankt Petersburg  (în limba rusă: Петербургский метрополитен) —  a fost inaugurat la 15 noiembrie 1955. 

## Legături externe
- Peteburgsky Metropoliten - Official website
- Saint-Petersburg Metro Arhivat în 11 aprilie 2017, la Wayback Machine. - Metro map and operation time
- Thoughts about Petersburg Metro - Extensive resource site supported by Metrofan djtonik
- Metrowalks - Excellent collection of photographs of every station and transfers.
- o-metro - Large technical and photo collection by Metrofan Alexey Nevolin
- Kommet - Official advertisement bureau with interactive map
- Podzemka - Extensive collection of maps and schemes, including rare historical ones.
- Urbanrail.net - Saint Petersburg Metro section
- de Metrosoyuza - Site supported by Metrofan Peter Donn
- ex-ussr subways la Wayback Machine (archived 26 mai 2007) - Technical details.
- Metroworld - Information on the Metro.
- Piter.metro.ru - Informative site, but inactive for about four years
- St.Peterburg for tourist - Scheme of the Petersburg underground
- Photos of St.Peterburg metro (with google automatic translate)

| Liniile metroului din Sankt Petersburg |                      |  |                          |  |                              |
|                                        | Kirovsko-Vîborgskaia |  | Moscovsko-Petrogradskaia |  | Nevsko-Vasileostrovskaia     |
|                                        | Pravoberejnaia       |  | Frunzensko-Primorskaia   |  | Ohtinsko-Petrogradskaia      |
|                                        | Rjevsko-Kanonerskaia |  | Severnaia                |  | Krasnoseliskaia-Kalininskaia |